# ミケル・リコ
ミケル・リコ・モレーノ（スペイン語: Mikel Rico Moreno, 1984年11月4日 - ）は、スペイン・バスク州ビスカヤ県バサウリ出身の元サッカー選手。現役時代のポジションはMF。

## 経歴
バスク州ビスカヤ県バサウリに生まれ、キャリア前半の大部分をセグンダ・ディビシオンB（3部）以下で過ごした。例外は2006-07シーズンのポリ・エヒドだったが、セグンダ・ディビシオンで11位となったチームで先発出場は3試合に終わった。キャリア前半にはアスレティック・ビルバオのサードチームであるCDバスコニアや、クエンカに本拠地を置くUBコンケンセ、SDウエスカなどでもプレーしている。
2009年夏にはセグンダ・ディビシオンのSDウエスカに復帰した。2010年6月19日にはアウェーでのセルタ・デ・ビーゴ戦で決勝点を挙げ、アラゴン州のチームを降格から救うために価値のある得点となった。2010年8月31日には同じカテゴリーのグラナダCFに移籍した。移籍金は60万ユーロであり、4年契約を結んでいる。初年度の2010-11シーズンには40試合に出場して2得点を挙げ、出場時間は3,500分近くに達した。リコは持ち前のユーティリティ性を発揮。このシーズン終了後、グラナダCFは30年以上ぶりのプリメーラ・ディビシオン昇格を決めている。
プリメーラ・ディビシオンの試合に初出場したのは、27歳になろうとする2011年8月27日のレアル・ベティス戦だった。10月31日のセビージャCF戦ではアディショナルタイムに決勝点を挙げ、この得点がプリメーラでの初得点となった。グラナダCFでは「ボックス・トゥ・ボックス」（運動用の豊富な中盤の選手）または守備的なミッドフィールダーとしてプレーした。
2013年8月下旬にはアスレティック・ビルバオに加入した。3年契約を結び、違約金は3,500万ユーロに設定された。9月1日のレアル・マドリード戦でデビューした。
2019年6月30日、契約満了に伴い退団。18-19シーズンのホーム最終戦となったセルタ戦には招集されなかったものの、試合終了後にはマルケル・スサエタ、アンデル・イトゥラスペと共に退団セレモニーが行われた。
2019年7月7日、9シーズンぶりにSDウエスカに復帰する事が発表された。セグンダでは42試合全てに出場し7ゴールを挙げるなど主力として活躍。ウエスカの1年でのプリメーラ復帰に貢献した。
2022年6月24日、FCカルタヘナに1年契約で移籍した。
2024年5月24日、シーズン終了後に現役を引退することを表明した。

## タイトル
アスレティック・ビルバオ
- スーペルコパ・デ・エスパーニャ: 2015

SDウエスカ
- セグンダ・ディビシオン: 2019-20